# Шоке, Алекс
Алекс Герго Шоке (венг. Alex Gergo Szőke; род. 2000, Будапешт) — венгерский борец греко-римского стиля, участник Олимпийских игр 2020 года в Токио. Призёр чемпионата мира 2021 года и чемпионата Европы 2025 года. 

## Карьера
В сентябре 2016 года в Тбилиси, одержав победу над австрийцем Маркусом Раггингером, стал чемпионом мира среди кадетов. В июле 2017 года в Сараево, обыграв в финале турка Мухаммеда Дурсуна, стал чемпионом Европы среди кадетов. В сентябре того же года в Греции стал бронзовым призёром чемпионата мира среди кадетов. В июле 2018 года на чемпионате Европы среди юниоров в Риме стал серебряным призёром, уступив в финале грузину Темури Чкуаселидзе. В июне 2019 года стал чемпионом Европы среди юниоров, в финале победил немца Патрика Неймайера. В декабре 2020 года на Кубке мира в Белграде, уступив в финале россиянину Мусе Евлоеву, стал серебряным призёром. В мае 2021 года на мировом отборочном турнире к Олимпийским играм в Токио завоевал лицензию. В августе 2021 года на Олимпиаде в схватке за бронзовую медаль уступил поляку Тадеушу Михалику и занял итоговое 5 место. 13 апреля 2025 года на чемпионате Европы в Братиславе в весовой категории до 97 кг завоевал бронзовую медаль. В схватке за третье место должен был бороться с соперником из Армении Артуром Алексаняном, но тот не вышел на поединок из-за травмы.

## Достижения
- Чемпионат мира среди кадетов 2016 — ;
- Чемпионат Европы среди кадетов 2017 — ;
- Чемпионат мира среди кадетов 2017 — ;
- Чемпионат Европы среди юниоров 2018 — ;
- Чемпионат Европы среди юниоров 2019 — ;
- Индивидуальный кубок мира по борьбе 2020 — ;
- Олимпийские игры 2020 — 5;
- Чемпионат мира по борьбе 2021 — ;
- Чемпионат Европы по борьбе 2025 — ;